# Rifampicin
Rifampicin er et indholdsstof i lægemidler mod tuberkulose, der for det meste forårsages af bakterien mycobacterium tuberculosis. Rifampicin blokerer mykobakteriernes DNA-afhængige RNA-polymerase, hvorved bakterierne dør, når de er i vækstfasen. Rifampicin er det kraftigste antibiotikum mod mykobakterier.
Rifampicin har desuden virkning over for bl.a. følgende bakterier:
- Legionella
- Nocardia
- Chlamydia
- Staphylococcus aureus

## Farmakokinetik
Rifampicin elimineres fra kroppen, overvejende gennem udskillelse i galden og reabsorberes delvist fra tarmen. Desuden udskilles en mindre del gennem nyrerne. Da den største udskillelse sker i galden, er det ikke nødvendigt at reducere dosis selv ved svært nyresvigt.

## Bivirkninger
Bivirkningerne ved indtagelse af rifampicin er bl.a.:
- Rødfarvning af spyt, tårevæske og urin
- Misfarvning af kontaktlinser
- Mave-tarmproblemer
- Påvirkning af leveren
- Nedsat antal hvide blodlegemer
- Muskel- og ledsmerter

## Symptomer ved forgiftning
Symptomerne ved forgiftning er bl.a.:
- Kvalme og opkastning
- Kløe
- Orange misfarvning af huden
- Hævelse i ansigtet
- Bevidsthedssvækkelse
- Kramper
- Død (beskrevet ved indtagelse af 14-15 g)

## Lægemidler indeholdende rifampicin på det danske marked
Rifampicin fås i Danmark kun på recept. Der er kun ét lægemiddel med rifampicin som det eneste aktive stof:
- Rimactan®, tabletter á 450 mg eller kapsler á 150 eller 300 mg

De følgende lægemidler er kombinationspræparater med rifampicin som et af de aktive stoffer:
- Rimactazid, Komb., tabletter á 75 mg isoniazid og 150 mg rifampicin.
- Rimcure, Komb., tabletter á 75 mg isoniazid, 400 mg pyrazinamid og 150 mg rifampicin.
- Rimstar, Komb., tabletter á 275 mg ethambutol, 75 mg isoniazid, 400 mg pyrazinamid og 150 mg rifampicin.